# Euvezin
 Euvezin  là một xã của tỉnh Meurthe-et-Moselle, thuộc vùng Grand Est, đông bắc nước Pháp. Xã nàynằm ở khu vực có độ cao trung bình 213 mét trên mực nước biển.
Thị trấn nằm ở tả ngạn sông Rupt de Mad, sông chảy theo hướng tây bắc qua tây bắc thị trấn.